# 甲硒醇
甲硒醇又被称为硒氫甲烷，是一種硒醇類的有機化合物，是結構最簡單的硒醇。常溫常壓下為無色液體，具高揮發性，微溶於水，有某種具刺激性的腐爛味。
根據一項研究顯示：人體代謝甲硒醇後可增加抗癌活性。